# Городец
Городец (рус. Городец) град је у Русији у Нижњеновгородској области. Према попису становништва из 2010. у граду је живело 30654 становника.

## Становништво
| 1939.  | 1959.  | 1970.  | 1979.  | 1989.  | 2002.  | 2010.  |
| ------ | ------ | ------ | ------ | ------ | ------ | ------ |
| 16.140 | 27.019 | 34.229 | 35.727 | 34.210 | 32.442 | 30.654 |